# ザ・レビューII -TAKARAZUKA FOREVER-
ザ・レビューII -TAKARAZUKA FOREVER-（ザ・レビューツー タカラヅカ フォーエバー）は宝塚歌劇団のレビュー作品。月組公演。20場。併作は『沈丁花の細道』。

## 解説
宝塚歌劇70周年を記念した作品 。「カトリーヌ」と「レディー・サラ」の2つの物語を中心とした作品。副題の「TAKARAZUKA FOREVER」は当時、劇団理事長であった小林公平が発案したものである。
なお、本作のテーマソングとして制作された、『この愛よ永遠に-TAKARAZUKA FOREVER-』は後にレビュー作品『フォーエバー!タカラヅカ』のテーマソングとしてニューヨーク公演でも使われ、現在でも「フォーエバータカラヅカ」の通称で宝塚歌劇を象徴する楽曲の一つとして、頻繁に演奏される。

## 公演期間と公演場所
- 1984年5月11日 - 6月26日　宝塚大劇場[1]
- 1984年8月2日 - 8月28日　東京宝塚劇場[5]

## 主な配役
宝塚歌劇80年史のp.305を出典とする。
- 紳士、ジェラール、エトワール、ビッグランド：大地真央
- 踊る美女、カトリーヌ、バーバラ：黒木瞳
- 紳士、ルネ、シンガー、サム：剣幸
- 踊る美女、アリス：春風ひとみ
- エトワール、ダンサー、サラ：条はるき
- 踊る紳士、伯爵：麻月鞠緒
- エトワール、マダム、歌手：有明淳
- 踊る男、ダンサー：芹まちか
- ダンサー、青年：桐さと実
- ダンサー、シンガー、青年：旺なつき・郷真由加・涼風真世
- ブルーベル・ガールス：江里美幸・こだま愛
- 歌手、エトワール：明日香都

## スタッフ
人名の後ろに「宝塚」、「東京」の文字がなければ両劇場共通。
- 原作：内海重典
- 作・演出：小原弘稔
- 作曲・編曲：吉崎憲治
- 編曲：橋本和明
- 音楽指揮：橋本和明（宝塚）、北沢達雄（東京）
- 振付：岡正躬・羽山紀代美・山田卓・家城比呂志
- タップ指導：宅原浩一
- 装置：石浜日出雄・関谷敏昭
- 衣装：任田幾英
- 照明：今井直次
- 電飾：岸本武雄
- 小道具：万波一重・榎本満春
- 効果：川ノ上智洋
- 音響監督：松永浩志
- 演出補：南明・村上信夫
- 演出助手：石田昌也・日比野桃子
- 制作：山田謙治
- 製作担当：横山美次（東京）